# داء الفغميات
داء الفغميات (باللاتينية: Gnathostomiasis) ويُسمى أيضاً داء هجرة اليرقات العميق أو داء هجرة اليرقات الغائر (بالإنجليزية: larva migrans profundus)‏:436 هي عدوى الاٍنسان بالديدان الأسطوانية : الفغمية المقنفذة و/ أو الفغمية الشعثاء التي تصيب الفقاريات.